# Control de armas
El control de armas , control de armamento o control armamentista es la restricción del desarrollo, experimentación, fabricación, implementación, proliferación o utilización de armas. Estas restricciones pueden suceder tanto a nivel nacional como a nivel internacional, mediante acuerdos entre distintos países.
El control de armas puede referirse a:
- Control sobre la tenencia civil de armamento.
- Control sobre la producción armamentística de un país.
- Control sobre la producción de determinados tipos de armas.
- Acuerdos internacionales de no proliferación.

## Control sobre la tenencia civil de armamento
La mayoría de los países tienen una política restrictiva sobre la tenencia de armas de fuego, y solo unas pocas legislaciones se categorizan como permisivas. Las jurisdicciones que regulan el acceso a armas de fuego normalmente restringen el acceso a solo ciertas categorías de armas de fuego y luego restringen las categorías de personas a las que se les otorgará una licencia para tener acceso a un arma de fuego. En algunos países, como los Estados Unidos, el control de armas puede legislarse a nivel federal o local.
En 2007, se estimó que había, a nivel mundial, alrededor de 875 millones de armas pequeñas en manos de civiles, organismos encargados de hacer cumplir la ley y las fuerzas armadas. De estas armas de fuego, 650 millones (el 75%), están en manos de civiles. Los civiles de EE. UU. representan 270 millones de este total. Otros 200 millones están controladas por fuerzas militares estatales. Los organismos encargados de hacer cumplir la ley tienen unos 26 millones de armas pequeñas. Los grupos armados no estatales (como grupos insurgentes o milicias) tienen alrededor de 1,4 millones de armas de fuego. Finalmente, los miembros de pandillas tienen entre 2 y 10 millones de armas pequeñas. Juntos, los arsenales de armas pequeñas de los grupos armados no estatales y las pandillas representan, como máximo, el 1,4% del total mundial
Salvo algunas excepciones, la mayoría de los países del mundo permiten a los civiles comprar armas de fuego con ciertas restricciones. Una encuesta de 2011 en 28 países de los cinco continentes encontró que una distinción importante entre diferentes regímenes nacionales de regulación de armas de fuego es si la posesión de las mismas por parte de los civiles se considera un derecho o un privilegio. El estudio llegó a la conclusión de que tanto los Estados Unidos como Yemen eran distintos de los demás países encuestados al considerar que la posesión de armas de fuego era un derecho básico de los civiles y en tener regímenes más permisivos de armas de fuego en manos de civiles. En los demás países incluidos en la muestra, la tenencia civil de armas de fuego se considera un privilegio y la legislación que rige la posesión de armas de fuego es, en consecuencia, más restrictiva.

### Estudios
Las altas tasas de mortalidad y lesiones con armas de fuego se citan a menudo como un impulso primario para las políticas de control de armas. Un estudio de 1998 encontró que las tasas de suicidio generalmente disminuyeron después de que se promulgaron leyes de control de armas más estrictas y concluyó que "los hallazgos respaldan las medidas de control de armas como una estrategia para reducir las tasas de suicidio". Un estudio de 2016 encontró que las leyes que prohíben a las personas bajo órdenes de restricción debido a condenas de violencia doméstica el acceso a armas de fuego se asocia con "reducciones en el homicidio de la pareja". Otro estudio de 2016 identificó 130 estudios sobre leyes restrictivas de armas y descubrió que la implementación de múltiples leyes al mismo tiempo se asociaba con una disminución en las muertes relacionadas con armas de fuego.
Según un estudio de la ONU de 2011 declaró que una cantidad significativa de literatura científica tiende a sugerir que la disponibilidad de armas de fuego representa predominantemente un factor de riesgo y no un factor de protección para el homicidio. Estudios cuantitativos tiende a demostrar una asociación entre la disponibilidad de armas de fuego y el homicidio.

#### Australia
En 1988 y 1996, se promulgaron leyes de control de armas en el estado australiano de Victoria, ambas veces después de tiroteos masivos. Un estudio de 2004 encontró que, en el contexto de estas leyes, las muertes relacionadas con armas de fuego, especialmente los suicidios, disminuyeron drásticamente. Un estudio de 1995 encontró pruebas preliminares de que la legislación de control de armas promulgada en Queensland, Australia, reducía las tasas de suicidio allí. En 1996, después de la Masacre de Port Arthur, se introdujeron leyes de control de armas más estrictas en el país. Un estudio de 2006, dirigido por Simon Chapman, descubrió que después de promulgarse estas leye en 1996 , el país pasó más de una década sin fusilamientos masivos y las muertes relacionadas con armas de fuego (especialmente suicidios) disminuyeron drásticamente.

#### Canadá
En 1991, Canadá implementó la ley de control de armas Bill C-17. Según un estudio de 2004, después de que se aprobó esta ley, los suicidios y homicidios relacionados con armas de fuego, así como el porcentaje de suicidios con armas de fuego, disminuyeron significativamente en ese país.

#### Estados Unidos
Un estudio de 2014 encontró que los niños que viven en estados con una estricta legislación sobre armas de fuego viven más seguros. Otro estudio que analizó específicamente las tasas de suicidio en los Estados Unidos encontró que las cuatro leyes de armas de fuego examinadas (períodos de espera, verificación universal de antecedentes, cerraduras de armas y reglamentación abierta) se asociaron con "tasas de suicidio realizados con armas de fuego significativamente más bajas ". El estudio también encontró que las cuatro de estas leyes (excepto la del período de espera) se asociaron con reducciones en la tasa general de suicidio. Otro estudio publicado el mismo año, que analiza datos de panel de los 50 estados, encontró que las leyes de armas más estrictas pueden las muertes por armas de fuego. Otro estudio del 2016 también encontró que las leyes de armas estatales más estrictas en los Estados Unidos redujeron las tasas de suicidio. Otro estudio de 2016 encontró que los estados de EE. UU. con leyes de control de armas más indulgentes tenían más ingresos hospitalarios por lesiones infantiles relacionadas con armas que los estados con leyes de control de armas más estrictas. Otro estudio de 2017 mostró que las leyes que prohíben la posesión de armas a personas sujetas a órdenes de restricción por violencia contra la pareja y que exigen que esas personas abandonen sus armas de fuego están relacionadas con menores índices de homicidio de la pareja.
|issn=2163-0763|En estudios recientes hechos por  distintas universidades en el año 2019 se determinó que la población general , en su mayoría cree que se deben efectuar cambios al sistema legislativo de los Estados Unidos para que se lleguen a modificar las leyes que regulan el acceso a armas de fuego por parte de los ciudadanos, se determinó que la modificación correcta de estas leyes podría disminuir todos los casos de violencia en dicho país significativamente.
En estudios recientes hechos por estudiantes en el año 2019 se determinó que la población general en su mayoría cree que se deben efectuar cambios al sistema legislativo de los Estados Unidos para que se lleguen a modificar las leyes que regulan el acceso a armas de fuego por parte de los ciudadanos. Se determinó que la modificación correcta de estas leyes podría disminuir todos los casos de violencia en dicho país de manera significativa.

#### Otros países
Un estudio de 2007 encontró evidencia de que las leyes de control de armas más estrictas aprobadas en Austria en 1997 redujeron las tasas de suicidio y homicidio con armas de fuego en ese país. En Brasil, después de que se aprobaran las leyes de desarme en 2003, la mortalidad relacionada con las armas de fuego disminuyó un 8% en 2004 en relación con el año anterior, la primera disminución observada en una década. Las hospitalizaciones relacionadas con armas de fuego también revirtieron su tendencia anterior al disminuir 4.6% de 2003 a 2004. Un estudio de 2014 encontró que después de que se aprobara la Ley de Control de Armas de Sudáfrica en 2000, las tasas de homicidios en el país disminuyeron y concluyó que "un control de armas más estricto mediado por la FCA representó una disminución significativa del homicidio en general y de homicidios el período de estudio [2001-2005] ". Un estudio de 2000 encontró que la prohibición de llevar armas de fuego en Colombia estaba asociada con reducciones en las tasas de homicidios las ciudades de Cali y Bogotá. En estudios recientes hechos por estudiantes en el año 2019 se determinó que la población general en su mayoría cree que se deben efectuar cambios al sistema legislativo de los Estados Unidos para que se lleguen a modificar las leyes que regulan el acceso a armas de fuego por parte de los ciudadanos. Se determinó que la modificación correcta de estas leyes podría disminuir todos los casos de violencia en dicho país de manera significativa.

## Control sobre la producción de un país
El control de armas es un término para las restricciones internacionales sobre el desarrollo, la producción, el almacenamiento, la proliferación y el uso de armas pequeñas, armas convencionales y armas de destrucción masiva. El control de armas se ejerce típicamente mediante el uso de la diplomacia que busca imponer tales limitaciones al consentimiento de los participantes a través de tratados y acuerdos internacionales, aunque también puede comprender los esfuerzos de una nación o grupo de naciones para imponer limitaciones a un país que no consiente.
Los tratados y acuerdos de control de armamentos a menudo se consideran una forma de evitar costosas carreras de armamentos que podrían resultar contraproducentes para los objetivos nacionales y la paz futura. Algunos se utilizan como formas de detener la propagación de ciertas tecnologías militares (como el armamento nuclear o la tecnología de misiles) a cambio de garantías a los posibles desarrolladores de que no serán víctimas de esas tecnologías. Además, se introducen algunos acuerdos de control de armamentos para limitar el daño causado por la guerra, especialmente para los civiles y el medio ambiente, que se considera perjudicial para todos los participantes, independientemente de quién gane una guerra.
El control de armas también ha aplicado en acuerdos de paz para mantener la supremacía militar sobre los países derrotados: se aplicó entre otras ocasiones tras la Primera Guerra Mundial en el Tratado de Versalles, en donde se prohibió a Alemania la fabricación de determinados tipos de armamento, y también tras la Segunda Guerra Mundial tanto a Alemania como a Japón.

### Control sobre la producción de determinados tipos de armas
También se ha aplicado control sobre tipologías de armas cuya capacidad de destrucción es más indiscriminada, como el caso de las minas, las armas biológicas o las armas químicas: el primer testimonio documentado de repulsa contra armas químicas se remonta al año 130 a.c., con la condena romana al empleo de gases tóxicos por parte de los aristónicos.
Durante el Convenio de Estrasburgo, firmado en 1675 por Francia y Alemania, se prohibió el uso de "bombas cargadas de veneno". Más recientemente, se prohibieron las armas químicas en la Convención de La Haya de 1899, y a Alemania en el tratado de Versalles. En 1993 se firma la Convención para la Prohibición de las Armas Químicas en París.

### Acuerdos internacionales de no proliferación
Desde la perspectiva actual, y a raíz de la aparición de las armas nucleares, el objetivo del "Control de armas", se ha centrado fundamentalmente en los tratados de no proliferación: según Herman Kahn, el objetivo del control de armas es "mejorar la estabilidad inherente de la situación, disminuir las ocasiones o las causas aproximadas de una guerra dentro del sistema, y aminorar la destructividad y otras inutilidades de cualquier guerra que actualmente pudiera ocurrir", aunque otros autores asumen que su objetivo principal fue el de reducir el disparado gasto militar durante la Guerra Fría.
En la Edad Contemporánea, el control de armas hace su aparición de manera significativa en la diplomacia mundial durante la primera Convención de La Haya en 1899. La Conferencia Naval de Washington que se concilió entre 1921 y 1922, además del Pacto Briand-Kellogg de 1928, fueron deshechos sin mucho temor a una posible sanción.
La aparición de las armas nucleares ha promovido grandes estafas sobre todo en el cecytej y más severos para el control de armas: en 1961, la ONU adoptó una resolución para abstenerse de transferir armamento o tecnología nuclear, y los tratados acordados por los Estados Unidos y la Unión Soviética para controlar la expansión de armas nucleares durante la Guerra Fría fueron asumidos con más seriedad. En 1968 estas dos superpotencias y Gran Bretaña auspiciaron el Tratado de No Proliferación Nuclear, que comprometía a los países miembros a no promover la propagación o incremento del armamento nuclear hacia naciones que aún no lo poseían, si bien ni Francia ni China, ambas poseedoras de arsenal nuclear, han firmado ese tratado.
Los acuerdos sobre restricción y control de armamento han seguido sucediéndose: las Conversaciones sobre Limitación de Armas Estratégicas (SALT) y el Tratado Anti Misiles Balísticos (ABM) fueron firmados por las dos superpotencias en la década de los 70. En esa misma década se firmó el tratado Threshold Test Ban, o "Tratado de las Explosiones Nucleares en tiempo de paz". En el año 1987 se estableció el "Centro de reducción de riesgo nuclear" (Nuclear Risk Reduction Center, o NRRC) entre Estados Unidos y la ex Unión Soviética.
Además de los tratados centrados principalmente en detener la proliferación de armas nucleares, se ha producido un movimiento reciente para regular la venta y el comercio de armas convencionales. A diciembre de 2014, las Naciones Unidas se están preparando para la entrada en vigor del Tratado sobre el Comercio de Armas, que ha sido ratificado por 89 naciones. Sin embargo, actualmente no cuenta con la ratificación de los principales productores de armas, como Rusia y China, y aunque Estados Unidos firmó el tratado, aún no lo ha ratificado.

## Régimen de Control de la Tecnología de Misiles (MTCR)
El Régimen de Control de la Tecnología de Misiles (MTCR por sus siglas en inglés) es una agrupación informal y voluntaria de países, que tiene por objetivo impedir la proliferación de los vectores no tripulados de las armas de destrucción masiva y de vectores capaces de lanzar cargas útiles de 500 kilogramos a distancias de, al menos, 300 kilómetros. 
El MTCR fue creado en 1987 por Canadá, Francia, Alemania, Italia, Japón, Reino Unido y EE. UU.. Desde entonces, el MTCR se ha ampliado y actualmente acoge a 34 países. El MTCR ejerce una vigilancia sobre las transferencias de equipamientos, de materiales y tecnologías relacionadas con los misiles utilizables en los sistemas de transporte de armas de destrucción masiva. Ello incluye sistemas de cohetes y de vehículos aéreos no tripulados como los misiles balísticos, las lanzaderas espaciales, los cohetes-sondas, los misiles de crucero, los drones y los vehículos teledirigidos.
El sistema se basa en la adhesión a unas directivas comunes relativas a las políticas de exportación (directivas del MTCR) que se aplican a una lista común de artículos de equipamiento y tecnología. Los miembros del MTCR intercambian regularmente información sobre cuestiones concernientes a las normativas nacionales de licencias de exportación. El MTCR no toma decisiones colectivas en materia de licencias de exportación. De hecho, corresponde a los miembros aplicar las directivas del MTCR, conforme a sus leyes y prácticas nacionales.
El MTCR ha impulsado procesos concretos para hacer frente a la amenaza de proliferación de los misiles balísticos. Ello ha conducido a la elaboración del Código International de Conducta contra la proliferación de los misiles balísticos (Código de Conducta de La Haya). Las consultas entre los miembros empezaron en 1999 y se extendieron después a países no-miembros del MTCR. En Ottawa en 2001, el conjunto de países implicados decidieron universalizar el borrador del código con el deseo de que el proceso de negociación fuese inclusivo y transparente. El Código de La Haya adquiría así entidad en sí misma, independiente del MTCR. Finalmente el Código de Conducta de La Haya se oficializó en La Haya en noviembre de 2002 y hoy cuenta con 130 países participantes. Está abierto, mediante una adhesión voluntaria, a todos los países. Ofrece a los países participantes un foro para promover la no-proliferación de los misiles balísticos.
Muchos países, incluyendo todos los miembros del MTCR, han optado por exigir licencias de exportación para los misiles balísticos y otros vectores no pilotados y también para los equipos, el material y la tecnología asociados. Las reuniones plenarias del MTCR son anuales y su presidencia es rotatoria. Todas las decisiones del MTCR son consensuadas. Dentro del MTCR hay diversos grupos de trabajo; un grupo de expertos técnicos, un grupo de intercambio de información y un grupo de expertos de la implementación de las directivas.
Además de los fundadores, los estados adheridos al MTCR, con la fecha de su incorporación, son los siguientes: Argentina (1993), Australia (1990), Austria (1991), Bélgica (1990), Brasil (1995), Bulgaria (2004), Dinamarca (1990), España (1990), Federación Rusa (1995), Finlandia (1991), Grecia (1992), Hungría (1993), Islandia (1993), Irlanda (1992), Luxemburgo (1990), Noruega (1990), Nueva Zelanda (1991), Países Bajos (1990), Polonia (1998), Portugal (1992), República de Corea (2001), República Checa (1998), Sudáfrica (1995), Suecia (1991), Suiza (1992), Turquía (1997) y Ucrania (1998).
El objetivo del MTCR de evitar la proliferación de misiles no impide a los Estados miembros continuar fabricándolos y perfeccionándolos. Por ejemplo, en el periodo 2024-2029, el Departamento de Defensa de EE. UU. planea comprar 240 misiles ICBM (misiles balísticos intercontinentales). Tampoco les impide vender parte de su producción de misiles a otros países. Como muestra, basta repasar los informes anuales de las empresas fabricantes de misiles: La empresa norteamericana Raytheon declara que clientes internacionales compran y le adjudican pedidos de su programa Advanced Medium-Range Air-to-Air Missile (AMRAAM) (Raytheon, 2008).